# Aerenea robusta
Aerenea robusta är en skalbaggsart som beskrevs av Monné 1980. Aerenea robusta ingår i släktet Aerenea och familjen långhorningar.
Artens utbredningsområde är Paraguay. Inga underarter finns listade i Catalogue of Life.